# Сапаян
Сапаян (исп. Zapayán), также известен как Пунта-де-Пьедрас — город и муниципалитет на севере Колумбии, на территории департамента Магдалена.

## История
Поселение, из которого позднее вырос город, было основано в 1800 году. Муниципалитет Сапаян был выделен в отдельную административную единицу в 2000 году.

## Географическое положение
Город расположен в западной части департамента, на северо-восточном берегу озера Сапаян, на расстоянии приблизительно 128 километров к юго-западу от Санта-Марты, административного центра департамента Магдалена. Абсолютная высота — 18 метров над уровнем моря.

Муниципалитет Сапаян граничит на западе с территориями муниципалитетов Серро-Сан-Антонио, Конкордия и Педраса, на севере — с муниципалитетом Эль-Пиньон, на востоке — с муниципалитетом Чиболо, на юге — с муниципалитетом Тенерифе, на юго-западе — с территорией департамента Боливар. Площадь муниципалитета составляет 353 км².

## Население
По данным Национального административного департамента статистики Колумбии, совокупная численность населения города и муниципалитета в 2015 году составляла 8801 человек.
Динамика численности населения муниципалитета по годам:
| 2005 | 2006 | 2007 | 2008 | 2009 | 2010 | 2011 | 2012 | 2013 | 2014 | 2015 |
| ---- | ---- | ---- | ---- | ---- | ---- | ---- | ---- | ---- | ---- | ---- |
| 8642 | 8656 | 8658 | 8673 | 8688 | 8699 | 8714 | 8737 | 8749 | 8785 | 8801 |

Согласно данным переписи 2005 года мужчины составляли 54,4 % от населения Сапаяна, женщины — соответственно 45,6 %. В расовом отношении белые и метисы составляли 99,3 % от населения города; негры, мулаты и райсальцы — 0,7 %.
Уровень грамотности среди всего населения составлял 72,5 %.

## Экономика
Основу экономики Сапаяна составляет сельскохозяйственное производство.

51,6 % от общего числа городских и муниципальных предприятий составляют предприятия торговой сферы, 22,6 % — предприятия сферы обслуживания, 24 % — промышленные предприятия, 1,8 % — предприятия иных отраслей экономики.